# Madridi békeszerződés (1526)
A madridi békeszerződést 1526. január 14-én kötötte meg Károly spanyol és római király (későbbi császár) és I. Ferenc francia király, átmenetileg lezárva az 1521–1526 között zajló itáliai háborút, az itáliai háborúk sorában a hatodikat. Ferenc király az 1525-ös páviai csatavesztéskor V. Károly császár fogságába került, szabadon bocsátásért cserébe szerződésben lemondott észak-itáliai igényeiről (a Milánói Hercegségről), és több franciaországi tartományról (Flandriáról, Artois-ról és Burgundiáról). Kiszabadulása után azonban Ferenc semmisnek nyilvánította a szerződést, és a cognaci ligához csatlakozva újabb háborút indított a Habsburg császár ellen.

## Előzmények
A négy éven át, 1521–1526 között dúló hatodik itáliai háború döntő ütközetében, az 1525. február 24-én lezajlott páviai csatában az I. Ferenc király által vezetett itáliai francia hadsereg döntő vereséget szenvedett. Guillaume de Bonnivet admirális, továbbá Jacques de La Palice és Thomas de Foix-Lescun marsall, Louis de la Trémoille admirális, Galeazzo Sanseverino főlovászmester és Richard de la Pole angol trónkövetelő elestek a harcban, Ferenc király több harctéri parancsnokával, így Anne de Montmorency-val, Robert de La Marck de Bouillonnal és számos más főnemessel együtt a Charles de Lannoy és Antonio de Leyva által vezetett győztes császáriak fogságába esett. A francia hadsereg megmaradt egységei az Alpokon át visszahúzódtak hazájukba. A király sógora, IV. Károly alençoni herceg, Valois Margit királyi hercegnő férje a hazaúton Lyonban meghalt. Fogságba esett II. Henrik navarrai király is, aki később, 1527-től az özvegy Margit hercegnő második férje lesz.

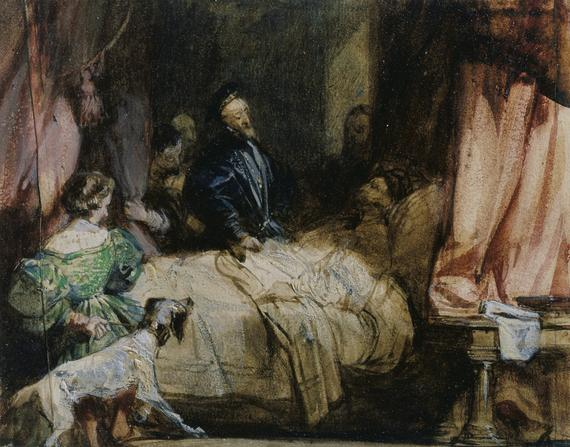
V. Károly császár meglátogatja a fogoly I. Ferencet (R.P.Bonington festménye, 1828).

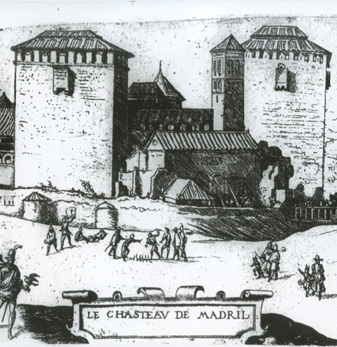
Ferenc király börtöne, a madridi Real Alcazar (1534 k.)

Az elfogott Ferenc királyt Spanyolországba vitték. 1525. június 12-én érkezett Barcelonába, innen Valencián át Madridba vitték, ahol a királyi fellegvárba (Real Alcázar de Madrid) zárták. Ferenc személyes találkozást kért Károlytól, de a császár visszautasította. Követ útján juttatta el foglyához követeléseit: lemondást a Milánói Hercegség és Burgundia birtokáról. Ferenc visszaüzente, hogy a párizsi parlament döntése nélkül a király nincs felhatalmazva ilyen döntésre.
A négy éven át tartó háború azonban kimerítette V. Károly császár (és spanyol király) kincstárát, a Habsburg uralkodó nem tudta finanszírozni az elhúzódó háború további folytatását, ezért harctéri győzelmét diplomáciai úton igyekezett kiaknázni. Terveiben fontos szerepet szánt Charles de Bourbonnak, Montpensier grófjának (Charles III de Bourbon-Montpensier), volt főparancsnoknak, aki fellázadt Franciaország királya ellen, és hadaival Károly császárhoz állt. A császár arra biztatta Bourbon hercegét, kössön szövetséget VIII. Henrik angol királlyal, együtt vonuljanak Franciaország ellen, amelyet legyőzve feloszthatnának egymás között.
A király fogságba esésének hírére Franciaországban Savoyai Lujza hercegné, a király anyja vette kezébe a régensi teendőket. Az energikus hercegnének sikerült lebeszélnie VIII. Henriket a Habsburg császárral tervezett szövetkezésről. Közvetítés céljából Madridba küldte leányát, Ferenc nővérét, Margit hercegnőt, de őt Károly rögtön visszafordította és hazaküldte, miután Ferenc szökési kísérletét meghiúsították. A tárgyalások megrekedtek.

## A szerződés aláírása
1525 végén a Milánói Hercegségben a Habsburg hatalom számára hátrányos fejlemények történtek. Az V. Károly jóváhagyásával uralkodó fejedelem, Francesco Sforza átállni készült a franciák oldalára, ebben Velence és VII. Kelemen pápa is támogatták. Az összeesküvésbe be akarták vonni Károly főhadparancsnokát, Fernando Francisco de Ávalost, Pescara márkiját, Szicília spanyol alkirályát, akinek átállásáért I. Ferenc a Nápolyi Királyság trónját ígérte. De Ávalos márki azonban lojális maradt királyához, és feltárta a tervet V. Károly előtt. Új hadjáratot tervezett az összeesküvők ellen, de még 1525 novemberében elhunyt.
V. Károlynak újabb itáliai háborúra kellett készülnie, az I. Ferenccel való megegyezés sürgőssé vált számára. A császár lemondott a Provence iránti követeléséről, de azt kívánta, hogy Ferenc vegye feleségül Habsburg Eleonóra kasztíliai infánsnőt, Károly legidősebb nővérét, és helyezze vissza birtokaiba Charles-t, Bourbon hercegét. Saját személyéért cserébe I. Ferencnek bele kellett egyeznie, hogy két legidősebb fiát, Ferencet, Bretagne hercegét, a trónörököst és Henriket, Orléans hercegét átadja Spanyolországnak, nekik a szerződés szerint a császár kezében kellett maradniuk a szerződés maradéktalan végrehajtásáig.
A szerződést V. Károly főmegbízottja, Jean Lallemand államtitkár fogalmazta meg francia nyelven. Francia részről két diplomata tárgyalt vele, Jean de Selve, a párizsi parlament elnöke, és François de Tournon abbé, későbbi érsek, a régenstanács tagja, akiket Savoyai Lujza hercegné, Franciaország régense, a király anyja küldött Madridba, hogy érjék el fiának szabadon bocsátását.
Ferenc végül 1525. december 19-én elfogadta Károly követeléseit, a madridi megegyezést 1526. január 14-én aláírtak.
Még a megegyezést megelőzően 1525 nyarán I. Ferenc a fogságban megbetegedett, és attól tartott, Károly kihasználhatja gyengeségét, ezért Gilbert Bayard-dal, a királyi titkárral és jegyzővel titokban elkészíttetett egy francia nyelvű nyilatkozatot, 1525. augusztus 26-i dátummal, amelyben Ferenc kijelenti, hogy minden olyan engedmény, amelyet szabadon bocsátásának feltételeként, kényszer hatása alatt tett, semmisnek tekintendő.
1526. március 18-án a francia–spanyol határon, Irun városánál, a Bidasoa (franciául: Bidassoa) folyónál megtörtént a fogolycsere: Odet de Foix marsall, Lautrec vikomtja kíséretében Savoyai Lujza hercegné átadta a spanyoloknak két unokáját, Ferenc és Henrik hercegeket. Cserébe saját fia, Ferenc király ekkor hazatérhetett.

## A szerződés tartalma
A szerződésben a I. Ferenc király az alábbiakra kötelezte el magát:
- helyreállítja (a Francia Királysághoz csatolt) Burgundi Hercegség szuverenitását, annak kegyúri birtokaival, nevezetesen a Charolais-i Grófsággal együtt,
- lemond a Nápolyi Királyságra, a Milánói Hercegségre, Genovára, Astira, a Flandriárara és Artois-ra irányuló minden igényéről,
- feleségül veszi Habsburg Eleonóra kasztíliai infánsnőt, V. Károly nővérét,
- Charles de Bourbon herceget (Bourbon Károlyt), Montpensier grófját, volt királyi főlovászmestert és követőit visszahelyezi jogaikba, visszaadja összes elkobzott ingó és ingatlan vagyonukat, elvesztett hivatalukat és teljes kártérítést nyújt nekik az elkobzásokból eredő káraikért. Bourbon Károlynak ezen felül hűbérúri kárpótlás (hommage féodal) jár földjeiért, továbbá királyi ígéret, mely szerint Bourbon Károly tárgyalhat a királlyal a Provence-i Grófság megszerzéséről,
- jövendő sógorát, II. Henrik navarrai királyt (Henri d’Albret) rákényszeríti, hogy mondjon le a Navarrai Királyság trónja iránti igényéről,
- a szerződés teljesítésének biztosítékául maga helyett túszként Károly császárnál hagyja két legidősebb fiát, Ferencet, Bretagne hercegét, a trónörököst (dauphin-t) és Henriket, Orléans hercegét, vagy az utóbbi helyett a Francia Királyság 12 főurát, akiket a császár jelöl ki. Ezek csak akkor nyerik vissza szabadságukat, miután a francia Parlament jóváhagyta és törvénybe foglalta a szerződés összes cikkelyét,
- kötelezi magát, esküvel és saját lovagi becsületszavával is, hogy önként visszatér Spanyolországba, és a császár foglyaként ott marad, amennyiben a szerződésben foglalt kötelezettségek a megadott határidőn belül nem teljesülnek.

## A szerződés semmissé nyilvánítása
Hazatérése után, 1526. március 17-én Ferenc király azonnal kinyilvánította, hogy a madridi szerződés feltételeit kényszer hatása alatt írta alá, és ezeket semmisnek tekinti. Hivatkozásként bemutatta a Gilbert Bayard által jó előre elkészített, 1525. augusztus 26-i keltezésű, jegyzői hitelesítéssel ellátott tiltakozó nyilatkozatot. Ferenc álláspontját a császárban vetélytársat látó VII. Kelemen pápa is támogatta, sőt még Károly császár saját kancellárja, Mercurino Arborio di Gattinara is ellentmondott saját urának, és Ferenccel értett egyet.

## Következmények
Károly császár nemzetközileg elszigetelődött. Franciaország új katonai szövetséget kovácsolt ellene. A Milánói Hercegség, Velence, Firenze és a Pápai állam a cognaci ligában tömörültek, a szövetséget 1526. május 22-én megkötötték, csatlakozott hozzá VIII. Henrik angol király is. Kitört a cognaci liga háborúja. Charles de Bourbon herceg, volt connétable, a császár szövetségese július 10-én elfoglalta Milánót. Közben a mohácsi csatavesztés nyomán VII. Kelemen pápa helyzete megrendült, fegyverszünetet kért Károlytól. 1527. május 6-án Károly zsoldosai felprédálták Rómát (Charles, Bourbon hercege elesett az ostrom során).
1527-ben a Burgundi Hercegség rendjei is visszautasították a Hercegség átengedését a Német-római Birodalomnak. Ferenc nemesi gyűlést hívott össze, prelátusokból, a királyi vérből való főnemesekből, a leggazdagabb kereskedőkből, a párizsi parlament bíráiból és néhány vidéki főbíróból. Ez a testület is semmisnek mondta ki a Burgundia átengedésére kényszer alatt tett királyi esküt, Burgundiát a Francia Királyság elidegeníthetetlen részének nyilvánította. Határozatuk szerint a korona és az alattvalók közötti kötelék feloldhatatlan, a király egyoldalúan nem mondhat le egyoldalúan alattvalóiról.
A harci cselekmények 1529-ig tartottak, a háborút a Cambrai-ban megkötött békeszerződés (más néven a „hölgyek békéje”) zárta le. A hercegi túszok kiszabadultak. Burgundia Franciaország része maradt, de Artois és Flandria a császár hűbéresévé lett, a parlament ratifikálta a döntést. 1536-ban új háború tört ki, 1537-ben a király akaratából egy hasonló összetételű nemesi gyűlés semmissé nyilvánította az elcsatolásokat azzal az indokkal, hogy a király nem mondhat le a korona jogairól. Ugyanakkor I. Ferenc 1543-ban a crépyi fegyverszüneti szerződésben mégis lemondott e fennhatóságáról, ezt később, az 1559-es cateau-cambrésis-i békeszerződésben fia, II. Henrik is megerősítette, és a parlament is jóváhagyta.